# Funkcje rynku
Zasugerowano, aby zintegrować ten artykuł z artykułem Rynek (ekonomia). Nie opisano powodu propozycji integracji.
Funkcje rynku – w gospodarce każdego państwa rynek pełni szereg istotnych funkcji. 

## Funkcje rynku
- Funkcja informacyjna – rynek dostarcza oferującym swoje towary producentom i oczekującym na zaspokojenie swoich potrzeb klientom informacji o podstawowych parametrach: popycie, podaży i cenie,
- Funkcja równowagi – rynek jest mechanizmem dostosowującym wielkość produkcji, jej asortyment, jakość wyrobów do oczekiwań klientów; oznacza to, że producenci podejmują decyzje na podstawie informacji otrzymanej z rynku,
- Funkcja akceptacji produktów – dzięki istnieniu rynku następuje społeczne potwierdzenie przydatności wytworzonych dóbr, w wyniku czego stają się one towarami, ale istnieje też możliwość odrzucenia produktu przez rynek, czyli ludzie po prostu nie kupią produktów,
- Funkcja alokacyjna – rynek dokonuje regulacji produkcji nie tylko w krótkim czasie, ale także w okresie długim przez alokację kapitału. Decyzje inwestycyjne podejmowane przez podmioty gospodarujące wynikają z oszacowania stopnia opłacalności dotychczasowej i przewidywalnej produkcji, przewidywalnej wielkości popytu na rynku krajowym i zagranicznym, konieczności obniżenia kosztów produkcji dla utrzymania się na rynku itd.,
- Funkcja selekcyjna – na rynku dokonuje się selekcja towarów i producentów. Nabywcy dokonują akceptacji produktów z punktu widzenia ich przydatności w procesie zaspokajania potrzeb, poniesionych kosztów ich wytwarzania, nowoczesności, jakości itd. Brak akceptacji oznacza konieczność wycofania produktów z rynku. Jednocześnie następuje selekcja producentów z punktu widzenia efektywności ich działania. Ci z wytwórców, którzy w długim okresie nie są w stanie uzyskać ze sprzedaży na rynku dochodów przewyższających koszty ich działalności, muszą ogłosić bankructwo.